# Monasterio de Santiago de la Espada (Sevilla)
El monasterio de Santiago de la Espada de Sevilla fue fundado en 1409 por la Orden de Santiago en el barrio de San Lorenzo. Desde 1895 es un convento de las mercedarias calzadas, con el nombre de Convento de la Asunción.

## Historia

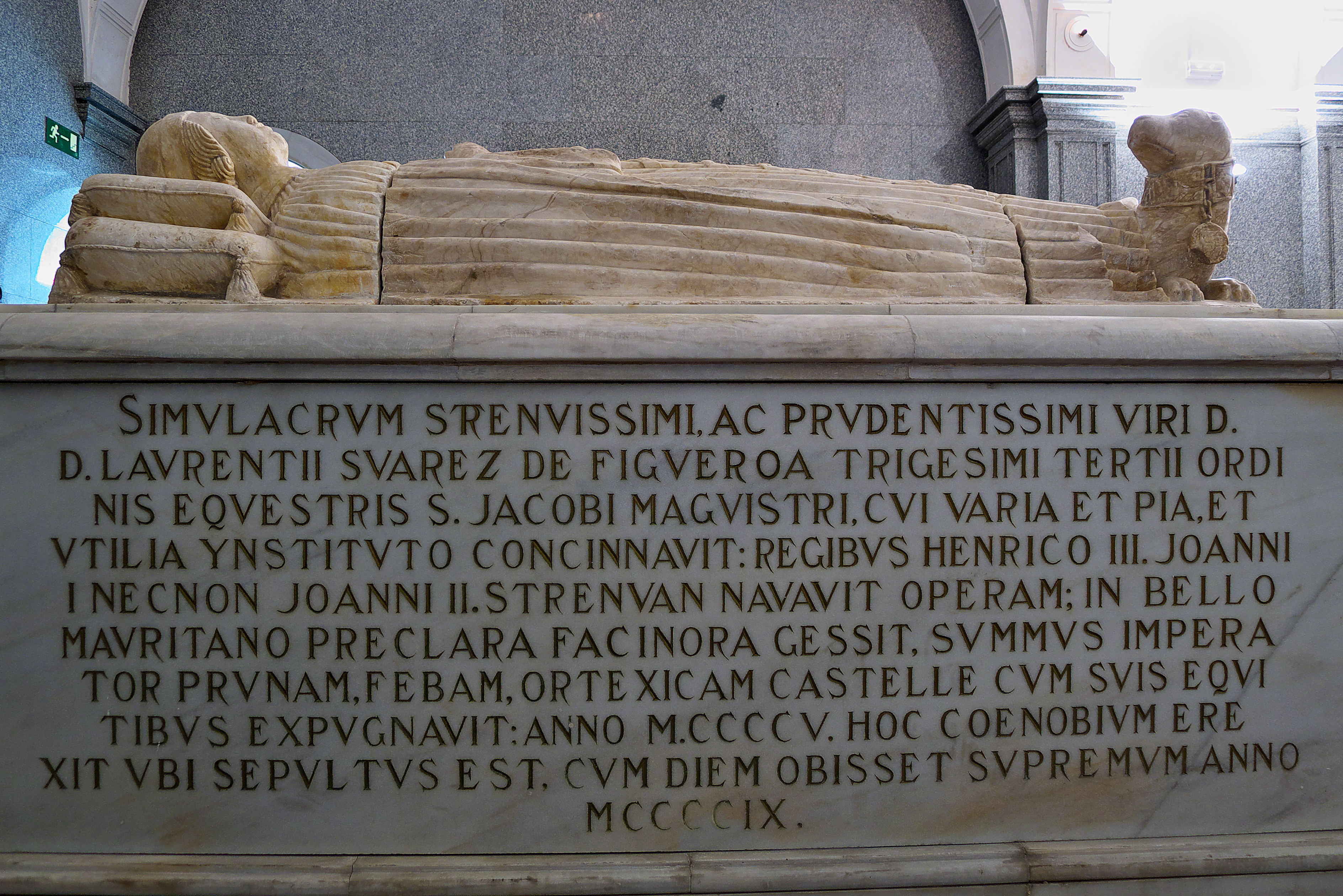
Sepulcro de Lorenzo I Suárez de Figueroa

Cuando Fernando III conquista la ciudad en 1248 la zona de los barrios de San Lorenzo y San Vicente eran 20 hectáreas de huertas.  No será hasta el siglo XIV cuando surgirán en torno a dos parroquias mudéjares: la de San Lorenzo y la de San Vicente. Las órdenes militares, que mezclaban lo militar con la devoción cristiana tomaron parte activa en la Reconquista. Entre ellas estaba la Orden de Santiago. El apóstol Santiago el Mayor  desde el siglo IX se consideraba enterrado en el norte de España y se le achacaba la ayuda en las victorias militares contra los musulmanes. De su representación como guerrero a caballo con una espada surge el apodo de Santiago de la Espada.
En 1409, el maestre de la Orden Militar de Santiago, Lorenzo González Figueroa, consigue una bula del papa de Roma, Benedicto XIII de Aviñón, para fundar un monasterio de su orden en Sevilla. En la bula, se dispone que en la institución hubiera un prior y cinco frailes, aunque lo cierto es que a comienzos del siglo XVI el número real iba oscilando entre los tres y los seis. La función de estos frailes era oficiar misas, por las que cobraban, y eran muy solicitados para ello. González Figueroa dispuso una serie de inmuebles suyos en el barrio (collación) de San Lorenzo para que sirvieran de monasterio y también algunas casas suyas en la ciudad para que, con los frailes pudieran subsistir. Los frailes acumularon más propiedades con las que obtener rentas en las provincias de Sevilla y Huelva, a las que sumaron las donaciones que les fueron dadas.
La iglesia del monasterio sufrió un incendio en 1772 y tuvo que ser casi completamente reconstruida. Durante la invasión francesa de Sevilla, en 1808, el convento fue saqueado. En 1810 la ciudad fue recuperada y los enseres fueron renovados en 1816. No obstante, con las desamortizaciones de la primera mitad del siglo XIX el monasterio dejó su función religiosa y pasó a manos privadas.
En 1893 las mercedarias calzadas compraron el edificio para que fuese su convento. Tras dos años de obras, se instalaron en el mismo en 1895, rebautizándolo como Convento de la Asunción. En la actualidad permanecen en este lugar.